# Fivela

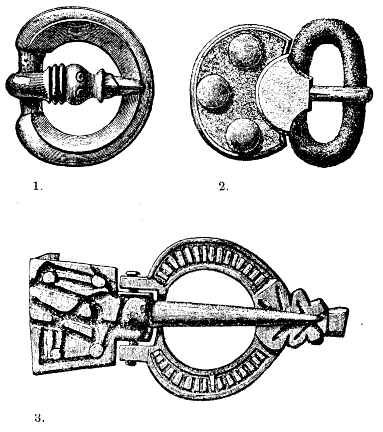

Uma fivela é uma peça montada sobre um eixo que serve para unir duas extremidades, tal como as de um cinto ou correia, por exemplo.

No Ceará e em alugumas regiões do Brasil o termo fivela também sigifica algo que serve como prendedor de cabelo. Alguns são mais sofisticados, cheios de detalhes, com strasses, brilhos e outros são mais simples sem muito brilho e de cor neutra.